# 暗門滝
暗門滝（あんもんのたき）は青森県中津軽郡西目屋村に位置する滝。岩木川上流の白神山地内の暗門川にかかる。暗門の滝 とも書かれる。滝の周辺は1981年（昭和56年）7月に赤石渓流暗門の滝県立自然公園となり、2017年（平成29年）3月31日付で「津軽白神県立自然公園」に名称が変更された。

## 概要
3つの滝から構成され、上流側に高さ42メートルの第一の滝、その200メートル下流に同37メートルの第二の滝、さらに160メートル下流に同26メートルの第三の滝がある。
白神ライン沿いの西目屋村西部にあるアクアビレッジANMONという観光宿泊施設 が観光地点となっている。ここから、暗門滝へは暗門川沿いに遊歩道2.3kmを約1時間程度で到達する。ガイド付きの散策もできる。アクアビレッジANMONには貸し長靴や温泉、売店、食堂、宿泊施設、オートキャンプ場、コテージなどの観光施設が完備している。
第2の滝への道は滝壺の左岸につづら折りになっていて、滝の落ち口付近はトンネルが掘られている。このトンネルは1963年（昭和38年）に西目屋村の村長が掘らせたもので、1964年（昭和39年）の暗門滝観光は盛況だったと言われている。
寛政8年11月1日（1796年11月29日）に暗門滝を訪れた紀行文として菅江真澄の『雪のもろ滝』があり、滝や樵の生活を描写している。「もろ滝」というのは、第3の滝は2つの急流が合体して、1つの滝として流れているためであり、菅江真澄は現在のように滝の下から眺めたのではなく、滝の上に通じる道がありそこから眺めたのではないかとする人もいる。菅江真澄は津軽藩にこの滝の見学を何度か要請しているが、その実現が真冬になったのは、当時この地区で津軽藩はケシを栽培しており、間者ではないかと疑われた菅江真澄を警戒したためだとも言われている。またこの滝は「安門の滝」とされていたが、一般人が観光目的で訪れないように、津軽藩は「暗」という文字を使い印象をおとしめようとしたとも言われている。
通常は、下流から第一 - 第三の滝と番号が付けられるが、この暗門の滝では逆になっている。それは、菅江真澄のように上流からたどるルートのせいとも言われている。

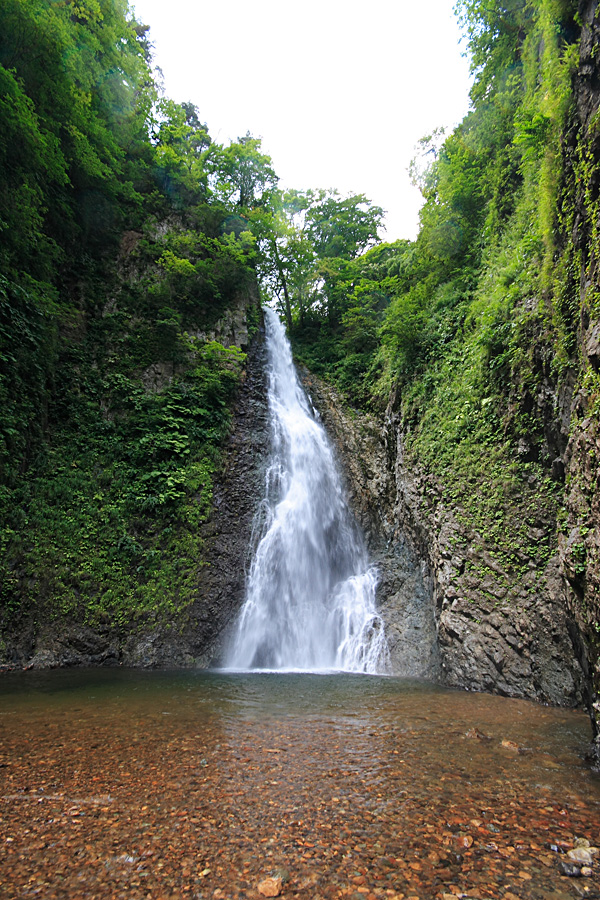
暗門滝（第一の滝）
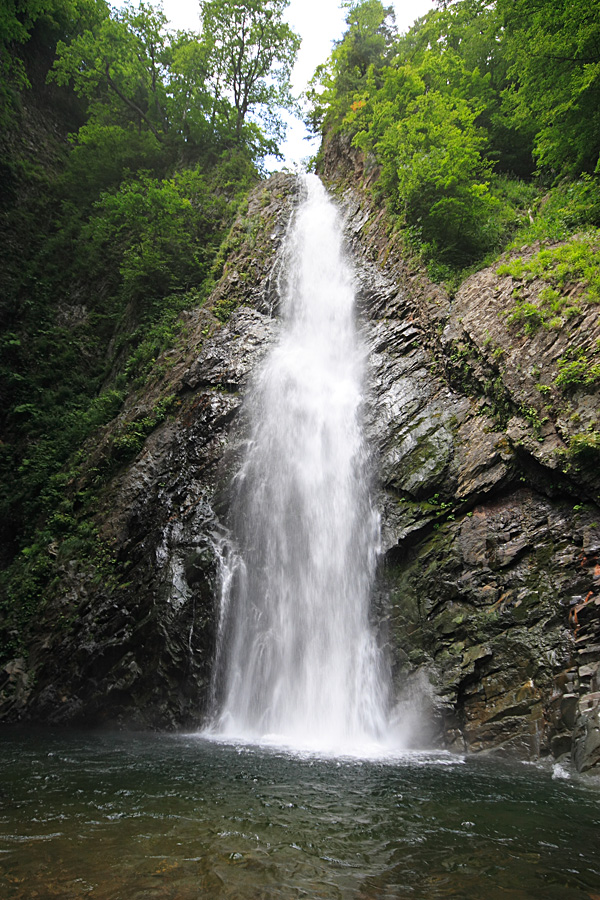
暗門滝（第二の滝）
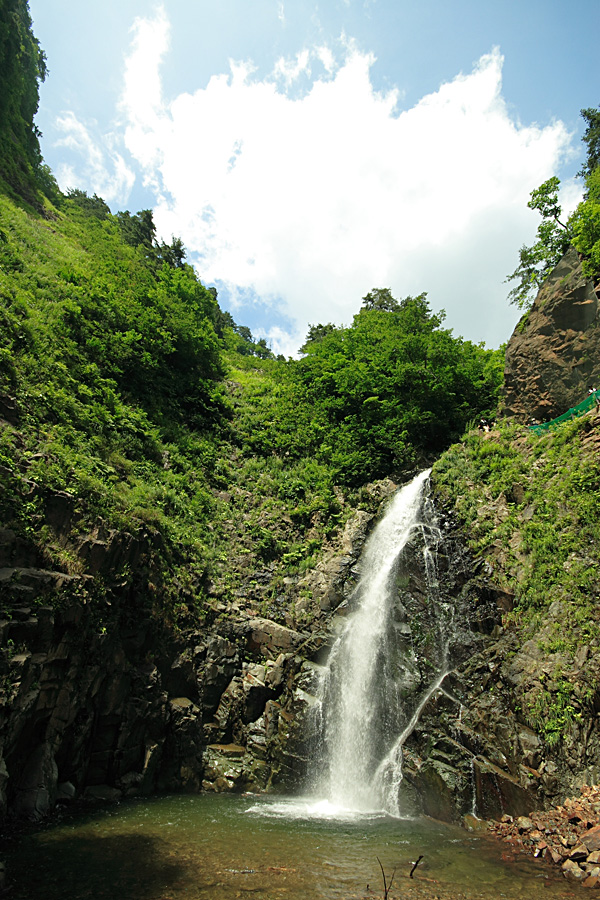
暗門滝（第三の滝）